# Adrian Ochalik
Adrian Ochalik (ur. 10 lutego 1975 w Rzeszowie) – polski aktor filmowy i teatralny. Absolwent PWST w Krakowie (2000).
Rzecznik prasowy Uniwersytetu Jagiellońskiego. Wcześniej pełnił taką funkcję od 14 lutego 2007 roku do 31 stycznia 2014 roku w Wiśle Kraków.
Żonaty z polską aktorką Urszulą Grabowską, z którą ma syna Antoniego (ur. 2004).

## Filmografia
- 2004: Telewizyjna miłość
- 2005: Jan Paweł II
- 2005: Karol. Człowiek, który został papieżem
- 2011: Bokser

## Seriale
- 2005–2006: Wielkie ucieczki
- 1997: Klan

## Teatr

### Teatr Bagatela
- Makbet
- Trzy siostry
- Skrzypek na dachu
- Hulajgęba
- Sztukmistrz z Lublina